# Fenik
Fenik, německy Pfennig, je stará jednotka hmotnosti užívaná v německy mluvících zemích, zejména v Německu a v Rakousku (zde byla užívána i v mincovnictví).

## Přepočet
- v Bavorsku : jeden Pfennig = 1,096 gramu = 1/512 libry
- v Hamburku : jeden Pfennig = 0,9319 gramu = 1/520 libry
- v Rakousku-Uhersku : jeden Pfenig = 1,096 gramu = 1/256 marky

## Alternativní název
- Denar